# دافي رودريغيز دي خيسوس
دافي رودريغيز دي خيسوس (بالبرتغالية: Davi Rodrigues de Jesus‏) (6 أبريل 1984 في غرافاتاي في البرازيل – )؛ هو لاعب كرة قدم كان يلعب كلاعب وسط.

## وصلات خارجية
- دافي رودريغيز دي خيسوس على موقع رابطة كرة القدم اليابانية للمحترفين (اليابانية)
- دافي رودريغيز دي خيسوس على موقع قاعدة بيانات كرة القدم.إي يو (الإنجليزية)
- دافي رودريغيز دي خيسوس على موقع Soccerway.com (الإنجليزية)
- دافي رودريغيز دي خيسوس على موقع عالم كرة القدم.نت (الإنجليزية)